# Ramaria botrytoides
Espèce
Ramaria botrytoides est une espèce de champignons de la famille des Gomphaceae. Elle a été décrite sous le nom Clavaria botrytoides par Charles Horton Peck en 1905 puis a été transférée au genre Ramaria en 1950 par Edred John Henry Corner. Elle ressemble à Ramaria botrytis et ne s'en distingue que par ses spores non striées.